# Лисов, Александр Геннадьевич
Алекса́ндр Генна́дьевич Лисов (род. 7 июля 1959, Щучин, Белоруссия) — белорусский историк, историк искусства, педагог. Исследователь русского авангарда.

## Биография
Лисов Александр Геннадьевич родился 7 июля 1959 г. в г. Щучине Гродненской области. Окончил Витебский государственный педагогический институт имени С. М. Кирова (1981), аспирантуру Института искусствоведения, этнографии и фольклора НАН Беларуси (1992). Учился в докторантуре Государственного научного учреждения «Центр исследований белорусской культуры, языка и литературы» НАН Беларуси (2011—2013) по специальности «изобразительное и декоративно-прикладное искусство и архитектура». В 1998 г. защитил кандидатскую диссертацию по теме «Художественная жизнь Беларуси второй половины 19- начала 20 вв.». С 1998 г. работает на кафедре всеобщей истории и мировой культуры Витебского государственного университета имени П. М. Машерова.
Автор более 200 научных публикаций. Участник международных Конгрессов ICCEES в Тампере (Финляндия), Берлине (Германия), Стокгольме (Швеция), конференций в России, на Украине, в Литве, Латвии, Германии, Франции, Канаде. Член Общества историков русского искусства и архитектуры Восточной Европы(SHERA), член Совета директоров Международного фонда Лисицкого (Нидерланды).

## Книги
- Художественная жизнь Белоруссии второй половины 19 — начала 20 вв. (музейно-выставочный аспект) : автореф. дис. на соискание ученой степени кандидата искусствоведения: 17.00.04 / А. Г. Лисов. — Мн., 1998. — 22 с.
- Сапуновские места Витебска и окрестностей / А. Г. Лисов, А. М. Подлипский. — Витебск : Витеб. обл. тип., 2004. — 48 с. : ил.

## Статьи
- Из истории витебской картинной галереи имени Ю. М. Пэна / А. Г. Лисов // Шагаловский сборник : материалы 1—5 Шагаловских дней в Витебске (1991—1995) / ред.-сост. Д. Г. Симанович. — Витебск, 1996. — С. 188—196.
- О содержании понятия «витебская художественная школа» / А. Г. Лисов // Веснік Віцебскага дзяржаўнага ўніверсітэта. — 1999. — № 3. — С. 33—36.
- Витебская группа художников «УНОВИС» на первой выставке искусства в Берлине 1922 года / А. Г. Лисов // Малевич. Классический авангард. Витебск — 5 : посвящается 115-летию со дня рождения Марка Шагала / под ред. Т. В. Котович. — Витебск, 2002. — С. 49—56.
- Казимир Малевич в белорусской художественной критике 1920-х — 1930-х годов / А. Г. Лисов // Искусство и культура. — 2011. — № 2. — С. 60—70. — Библиогр.: 19 назв.